# Quintela (Balboa)
Quintela es una localidad española perteneciente al municipio de Balboa, en la provincia de León, comunidad autónoma de Castilla y León. Se encuentra en la comarca de El Bierzo, a unos 2,5 km de Balboa. Se habla castellano y gallego.

## Comunicaciones
- Carretera: CV-125-4

- Datos: Q18286354